# Harita irregularis
Harita irregularis är en fjärilsart som beskrevs av Holloway 1979. Harita irregularis ingår i släktet Harita och familjen nattflyn. Inga underarter finns listade i Catalogue of Life.